# Nitratina
La nitratina  és un mineral de la classe dels nitrats. Va ser descoberta el 1821 a la regió de Tarapacá (Xile), sent nomenada així per la seva composició de nitrats. També se la coneix amb els nom de nitronatrita, nitratita o salnitre sòdic. És un mineral de jaciments escassos. Es fon amb facilitat i és lleugerament higroscòpic. Els cristalls de nitratina acostumen a formar romboedres.

## Característiques químiques
És un nitrat de sodi simple, anhidre. És l'equivalent amb sodi del mineral de nitre (amb potassi). És isoestructural amb la calcita (CaCO₃).
Segons la classificació de Nickel-Strunz, la nitratina pertany a «05.N - Nitrats sense OH o H₂O» juntament amb els següents minerals: nitre, gwihabaïta i nitrobarita.

## Formació i jaciments
Es troba com eflorescències en regions de clima sec i càlid. En aquestes regions es formen jaciments superficials al descobert per entollament amb aigües de drenatge riques en aquesta sal i l'assecat ràpid pel clima, mentre que les eflorescències es produeixen dins del sòl en zones protegides. Sol trobar-se associada a altres minerals com: nitrocalcita, nitre, mirabilita, halita, guix o epsomita.